# Amandus Mey
Amandus Mey (* 31. März 1837 in Gemlitz bei Danzig; † nach 1893) war ein westpreußischer Landwirt und Mitglied des Reichstags des Deutschen Kaiserreichs.

## Leben
Nach einer dreijährigen Militärzeit war Mey als Landwirt in Wotzlaff (Kreis Danziger Niederung) tätig. Von 1890 bis 1893 war er Reichstagsabgeordneter für den Reichstagswahlkreis Regierungsbezirk Danzig 2 und die Zentrumspartei.